# 五所川原市役所

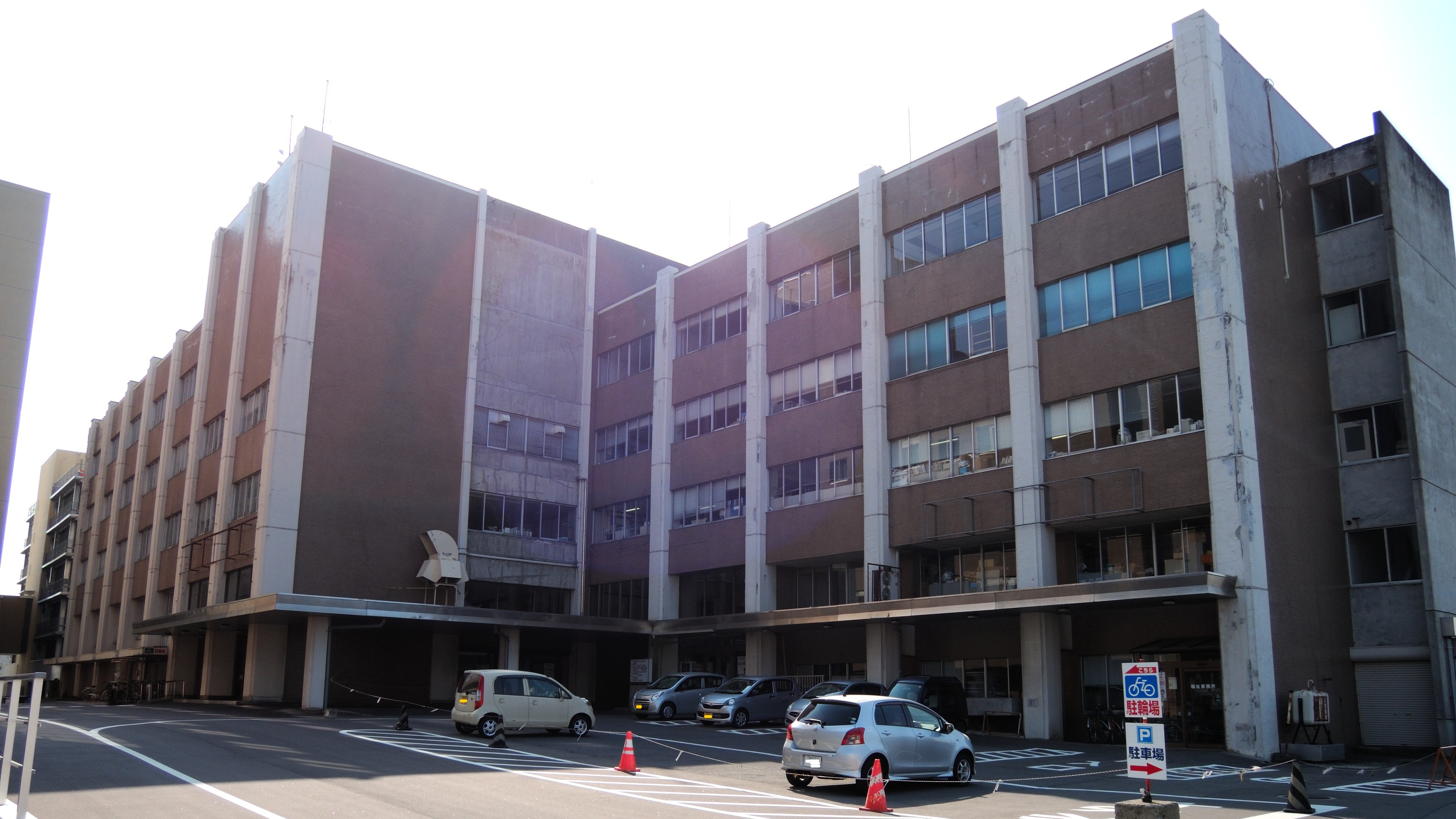
2018年5月6日まで使用された旧庁舎

五所川原市役所（ごしょがわらしやくしょ）は、日本の地方公共団体、五所川原市の執行機関としての事務を行う施設（役所）。

## 概要
- 当役所は、旧市域に本庁舎、旧町村域に総合支所、昭和の大合併前の一部の旧村域に支所が置かれている。

## 五所川原本庁舎
2018年5月7日から
- 〒037-8686 五所川原市布屋町41番1号
- 新庁舎開庁により、市内に分散していた市教育委員会などの現業部門も、一部[1]を除き新庁舎に統合された[2]。
- 市庁舎としては、3代目となる[3]。

### 施設概要
| 階  | |
| --- | --- |
| 3階 | 市議会（正副議長室、応接室、議会事務局、議会議場、議会図書室）、会派室(A-D)、西北五環境整備事務組合、水道課、下水道課、経営管理課、公園管理課、都市計画課、土木課、建築住宅課、社会教育課、スポーツ振興課、教育総務課、指導課、監査委員事務局、監査委員会、会議室 |
| 2階 | 市長室、市長公室、副市長室、庁議室、選挙管理委員会、総務課、人事課、工事検査室、管財課、財政課、企画課(男女共同参画室)、商工労政課、観光物産課、農村整備課、農林水産課、農業委員会、記者室、会議室                                                                |
| 1階 | 玄関、総合案内、健康福祉課、家庭福祉課、地域包括支援センター、介護福祉課、健康推進課、国民年金課、環境対策課、市民課、収納課、税務課、会計課、キャッシュコーナー（青森銀行・みちのく銀行）、守衛室                                                                |

- 社会教育課社会教育係は五所川原市中央公民館に、水道課浄水管理室は元々の上下水道部の建物に、それぞれ移転せずに残る。

### 周辺
- JR五能線五所川原駅・津軽鉄道津軽五所川原駅
- 弘南バス五所川原駅前案内所
- 五所川原商工会館
- 青森みちのく銀行五所川原支店 - 本町から移転。
- セブンイレブン五所川原布屋町店
- ホテルサンルート五所川原
- 五所川原市中央公民館 - 社会教育課社会教育係が移転せずに残る。
- 駅前商店街
- 立佞武多の館
- 五所川原市道岩木町飯詰線（新生大橋）[4]
- 国道339号
  - 国道101号 - 国道339号・市道岩木町飯詰線のいずれかを介しての間接接続。

### 交通アクセス
- JR東日本五能線五所川原駅・津軽鉄道線津軽五所川原駅下車、徒歩数分。
- 弘南バス
  - 一般路線バスで五所川原駅前発五所川原営業所・青森・弘前方面行で、「五所川原市役所前」バス停下車。
  - 一般路線バスで青森・五所川原営業所方面からは、「新町」バス停下車後、徒歩約5分。
  - 商店街循環バス「ELM - 若葉環状線」西廻りコース「本町」バス停下車後、徒歩約5分[5]。

## 総合支所

### 金木総合支所
- 北津軽郡金木町が2005年3月28日の五所川原市との合併により金木町役場から金木総合支所になった。
- 2021年5月6日、同一敷地内に新庁舎が開庁した[6]。
- 〒037-0202 五所川原市金木町朝日山319番1号

#### 施設概要
2021年5月6日から
| 階  | |
| --- | --- |
| 2階 | 金木町商工会事務室、会議室、集会室(1・2)、授乳室                                                                 |
| 1階 | 玄関、ラウンジ、執務室(市民サービス窓口)、会計室、宿直室、職員ホール、相談室、五所川原市立図書館金木分館、トイレ |

#### 周辺
- 金木町商工会 - 当庁舎内
- 五所川原市立図書館金木分館（伊藤忠吉記念図書館から改称） - 当庁舎内
- 金木町保健センター - 当総合支所と同じ敷地内
- 青森県道2号屏風山内真部線
- 青森県道101号金木停車場線
- 津軽鉄道津軽鉄道線金木駅
- 国道339号
  - 斜陽館 - 太宰治の生家
  - 津軽三味線会館
  - 観光物産館・食事処はな
  - 青森みちのく銀行金木中央支店
- JAつがるにしきた 津軽北部統括支店
- 金木郵便局

#### 交通アクセス
- 津軽鉄道金木駅より徒歩約5分
- 弘南バス斜陽館前バス停（五所川原 - 中里・小泊線）より徒歩約3分
- 川倉の湯っこバスで、「金木総合支所」停留所下車。なお、「川倉の湯っこバス」の運行時間・運行日などについては、市役所または金木総合支所地域振興係まで問い合わせ[7]。

### 市浦総合支所

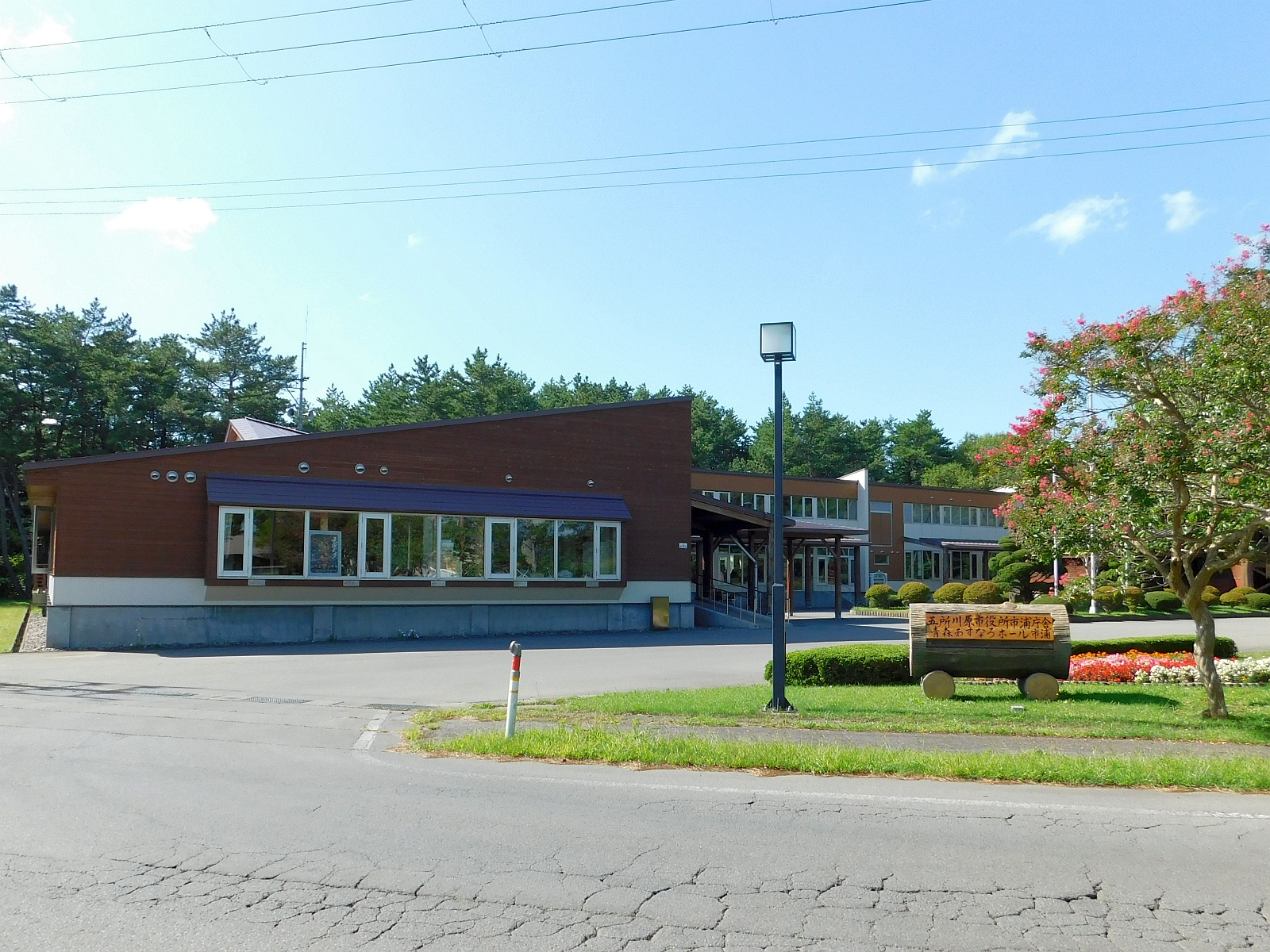
五所川原市役所市浦庁舎

- 北津軽郡市浦村が2005年3月28日の五所川原市との合併により市浦村役場から市浦総合支所になった。
- 〒037-0401 五所川原市相内349番1号

#### 施設概要
| 階  | |
| --- | --- |
| 1階 | 玄関、総合窓口係、水産室、庶務係、産業建設係、応接相談室、会議室（大・小）、五所川原立図書館市浦分館、市浦土地改良区、教育総務室、宿直室 |

#### 周辺
- 五所川原市立図書館市浦分館 - 当支所内
- 市浦商工会 - 当総合支所と同じ敷地内
- 青森あすなろホール - 当総合支所と同じ敷地内
- 総合保健施設ピンコロ館
- 市浦生活支援ハウス悠遊郷
- 五所川原地区消防事務組合市浦消防署

#### 交通アクセス
- 弘南バス市浦庁舎線で、終点「市浦庁舎前」バス停下車。

## その他の支所

### 現存支所[8]
- 長橋支所
- 飯詰支所
- 七和支所
- 梅沢支所
- 毘沙門支所

### 廃止支所
- 栄支所
- 中川支所
- 松島支所
- 三好支所

## 五所川原本庁舎/新庁舎建設計画
- 当庁舎は1971年に建設されたもので、老朽化ならびに耐震強度の問題を抱えており、また設備面においても窓口前の待機場所が狭いことによる混雑や、バリアフリー対策が十分に取れない構造となっている事から、2012年6月に「五所川原市新庁舎建設基本計画」を策定し、現在計画を進めている。
- 旧・西北中央病院の跡地ならびにその周囲の一部を建設場所として計画。
- 2013年10月総務部管財課に「新庁舎建設準備室」を設置。担当職員4人を配置。

### 事業計画
- 2013年度　用地取得
- 2014年度　基本設計
- 2015年度　地質調査、実施設計、旧・西北中央病院解体
- 2016年4月　建設工事開始[9]

### 計画概要
- 建設場所：五所川原市布屋町・弥生町（旧・西北中央病院ほか）
- 用途地域：近隣商業地域
- 敷地面積：約14,250m²
- 建築面積：約3,200m²
- 延床面積：約9,300m²
- 階数：地上3階
- 来庁者駐車場：110台
- 建設費用：約50億円（概算）
- 工事完成：2018年3月20日[9]
- 供用開始：2018年5月7日[9]